# Kieran Tierney
Kieran Tierney (født 5. juni 1997) er en skotsk professionel fodboldspiller, som spiller som venstre-back for Scottish Premiership-klubben Celtic og Skotlands landshold.

## Klubkarriere

### Celtic
Tierney begyndte sin karriere hos Celtic, hvor han fik sin professionelle debut den 22. april 2015. Det var i 2015-16 sæsonen, at Tierney havde sit gennembrud, og blev fast mand på holdet. Tierney blev ved sæsonens udgang valgt som årets unge spiller i Skotland.
Tierney fortsatte sin gode form over de næste sæsoner, og vandt årets unge spiller i Skotland igen i 2017 og 2018. I sin tid hos Celtic var Tierney del af at vinde det skotske mesterskab 4 gange.

### Arsenal
Tierney skiftede i august 2019 til Arsenal i en aftale som gjorde ham til den dyreste skotske spiller nogensinde på tidspunktet. Hans første sæson var skuffende som resultat af skadesproblemer, men han etablerede sig fra 2020-21 sæsonen som fast mand på venstre-backen.
Gentagende skadesproblemer og ankomsten af Oleksandr Zintjenko i sommeren 2022, resulterede dog i, at Tierney mistede sin plads på holdet.

#### Leje til Real Sociedad
Tierney skiftede i august 2023 til spanske Real Sociedad på en lejeaftale for 2023-24 sæsonen.

### Celtic retur
Tierney vendte i juni 2025 tilbage til Celtic efter hans kontrakt med Arsenal havde udløbet.

## Landsholdskarriere

### Ungdomslandshold
Tierney har repræsenteret Skotland på flere ungdomsniveauer.

### Seniorlandshold
Tierney debuterede for Skotlands landshold den 29. marts 2016.

## Titler
Celtic
- Scottish Premiership: 4 (2015-16, 2016-17, 2017-18, 2018-19)
- Scottish Cup: 2 (2016-17, 2017-18)
- Scottish League Cup: 2 (2017-18, 2018-19)

Arsenal
- FA Cup: 1 (2019–20)
- FA Community Shield: 2 (2020, 2023)

Individuelle
- PFA Scotland Årets unge spiller: 3 (2015–16, 2016–17, 2017–18)
- SFWA Årets unge spiller: 3 (2015–16, 2016–17, 2017–18)
- Celtic Årets unge spiller: 3 (2015-16, 2016-17, 2017-18)
- PFA Scotland Årets Hold i Premiership: 3 (2015–16, 2016–17 2017–18)